# David Graf (Schauspieler)

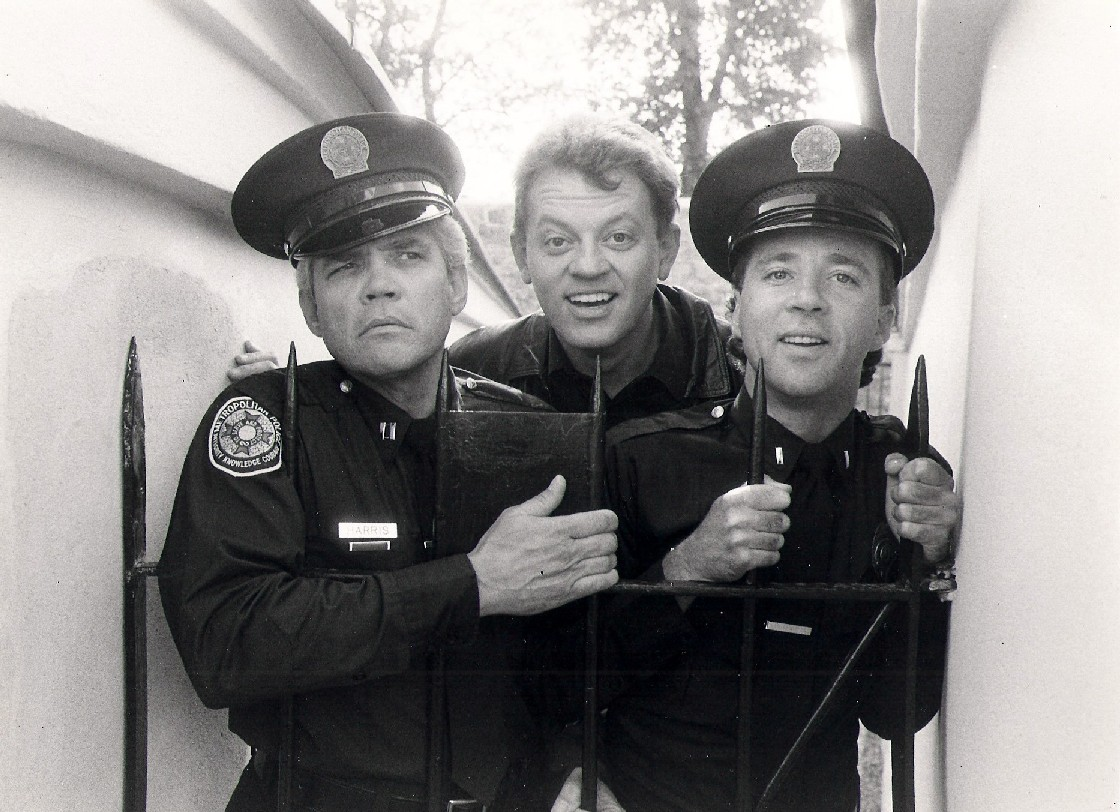
Darsteller in den meisten der Police-Academy Filme: G. W. Bailey, David Graf und Lance Kinsey

David Graf (* 16. April 1950 in Zanesville, Ohio; † 7. April 2001 in Phoenix, Arizona) war ein US-amerikanischer Filmschauspieler.

## Leben
Graf wurde in Zanesville, Ohio, geboren und zog später nach Lancaster, Ohio, wo er die Lancaster High School absolvierte. Er studierte Theaterwissenschaften am Otterbein College in Westerville, einem Vorort von Columbus, Ohio, wo er 1972 seinen Abschluss machte. Bis 1975 besuchte er die Graduiertenschule der Ohio State University, brach das Studium dann ab, um seine Schauspielkarriere fortzusetzen.
Graf hatte seinen ersten Fernsehauftritt als Kandidat in der Spielshow „Die 20.000-Dollar-Pyramide“ im Dezember 1979, wo er an der Seite der Schauspielerin Patty Duke spielte. Später trat er als prominenter Kandidat in weiteren Versionen der Show auf, zweimal mit Duke.
Sein Filmdebüt gab er 1981 in einer Episode der Fernsehserie Ein Duke kommt selten allein.
Bekannt wurde er in den USA wie auch in Europa ab 1984 durch die Rolle des verrückten Polizisten Eugene Tackleberry in der Police-Academy-Filmreihe. Diese Rolle verkörperte er in allen sieben Teilen bis 1994 sowie in einer Gastrolle in der gleichnamigen Fernsehserie.
Neben seiner Tätigkeit als Schauspieler war Graf Repräsentant der Screen Actors Guild. Neben seiner Tätigkeit als Gewerkschaftsvertreter in Hollywood war er Mitglied des nationalen Vorstands der SAG, des TV-Theater-Lenkungsausschusses und des nationalen Disziplinarprüfungsausschusses. Graf strebte eine faire Behandlung seiner Schauspielkollegen an, was auch Bemühungen um bessere Arbeitsbedingungen für die Schauspielergemeinschaft einschloss.
1985 heiratete er die acht Jahre jüngere Filmschauspielerin Kathryn MacDonald, mit der er zwei Söhne hatte. Wie sein Großvater und sein Vater hatte auch Graf Herzprobleme. Im selben Alter wie seine beiden Vorfahren starb auch er – neun Tage vor seinem 51. Geburtstag – an einem Herzinfarkt.

## Filmografie (Auswahl)
| Spielfilme - 1982: Der lange Sommer des George Adams (The Long Summer of George Adams, Fernsehfilm) - 1984: Police Academy – Dümmer als die Polizei erlaubt (Police Academy) - 1985: Police Academy 2 – Jetzt geht’s erst richtig los (Police Academy 2: Their First Assignment) - 1986: Police Academy 3 – … und keiner kann sie bremsen (Police Academy 3: Back in Training) - 1987: Police Academy 4 – Und jetzt geht’s rund (Police Academy 4: Citizens on Patrol) - 1988: Die Gerechten (The Town Bully, Fernsehfilm) - 1988: Police Academy 5 – Auftrag Miami Beach (Police Academy 5: Assignment: Miami Beach) - 1989: Police Academy 6 – Widerstand zwecklos (Police Academy 6: City Under Siege) - 1993: American Kickboxer II (American Kickboxer 2) - 1993: Farben des Todes (For Their Own Good, Fernsehfilm) - 1994: Daddy schafft sie alle (Father and Scout, Fernsehfilm) - 1994: Tess und ihr Bodyguard (Guarding Tess) - 1994: Police Academy 7 – Mission in Moskau (Police Academy: Mission to Moscow) - 1995: Die Brady Family (The Brady Bunch Movie) - 1996: Baby Business (Citizen Ruth) - 1997: Die verborgene Gruft (Skeletons, Fernsehfilm) - 1996: Geiseldrama an Bord von Flug 285 (Hijacked: Flight 285, Fernsehfilm) - 1998: Soulskater – Vier Freunde auf Rollen (Brink!, Fernsehfilm) - 2000: Rules – Sekunden der Entscheidung (Rules of Engagement) - 2000: Old Drum – Gut gebellt ist halb gewonnen (The Trial of Old Drum, Fernsehfilm) - 2001: Gegen jeden Verdacht (In Pursuit) | Fernsehserien - 1981: Ein Duke kommt selten allein (The Dukes of Hazzard, eine Folge) - 1982: M*A*S*H (Fernsehserie, Folge 10x14 Sünder sucht Zuflucht) - 1983: Das A-Team (The A-Team, S02E04) - 1984: Matt Houston (eine Folge) - 1984: Hardcastle & McCormick (2 Folgen) - 1984: Trio mit vier Fäusten (Riptide, eine Folge) - 1984: Airwolf (eine Folge) - 1984: Kampf um Yellow Rose (The Yellow Rose, eine Folge) - 1991: Zurück in die Vergangenheit (Quantum Leap, S03F16) - 1992: Seinfeld (eine Folge) - 1992: Alle unter einem Dach (Family Matters eine Folge) - 1993: Hör mal, wer da hämmert (Home Improvement, eine Folge) - 1994: Picket Fences – Tatort Gartenzaun (Picket Fences, eine Folge) - 1995: Superman – Die Abenteuer von Lois & Clark (Lois & Clark: The New Adventures of Superman, eine Folge) - 1995: Star Trek: Raumschiff Voyager (Star Trek: Voyager, eine Folge) - 1993;1995;1997: Eine starke Familie (Step by Step, 3 Folgen) - 1997: Star Trek: Deep Space Nine (eine Folge) - 1996–1997: Ein Wink des Himmels (Home of the Brave / Promised Land, 2 Folgen) - 1998: Police Academy (Police Academy: The Series, eine Folge) - 1998: Caroline in the City (eine Folge) - 1998: Party of Five (2 Folgen) - 1998: Malcolm & Eddie (eine Folge) - 1999: Ein Hauch von Himmel (Touched By An Angel, eine Folge) - 1999: JAG – Im Auftrag der Ehre (JAG, eine Folge) - 2000: Diagnose: Mord (Diagnosis Murder, eine Folge) - 2000–2001: The West Wing – Im Zentrum der Macht (The West Wing, 2 Folgen) - 2000: Becker (eine Folge) |